# Diplodonta undata
Diplodonta undata is een tweekleppigensoort uit de familie van de Ungulinidae. De wetenschappelijke naam van de soort is voor het eerst geldig gepubliceerd in 1995 door Cosel.